# Trypanalebra mirabilis
Trypanalebra mirabilis är en insektsart som beskrevs av Irena Dworakowska 1994. Trypanalebra mirabilis ingår i släktet Trypanalebra och familjen dvärgstritar.
Artens utbredningsområde är Venezuela. Inga underarter finns listade i Catalogue of Life.